# Poderes públicos
En un sentido material de la expresión, poder público significa conjunto de órganos e instituciones del Estado.
Constituye una capacidad jurídica legítima que poseen los tres poderes del Estado para ejercer en forma eficaz, mediante la coactividad, las acciones y los cometidos que les son conferidos por la Constitución o Ley fundamental de un Estado.

## Poder público o Poderes públicos
1. El Poder Ejecutivo
2. El Poder Legislativo
3. El Poder Judicial

Son el conjunto de instituciones por medio de las cuales el Estado ejerce las funciones de control en la nación,  y también por medio de las mismas mantiene las relaciones con las demás naciones que conforman la comunidad internacional. Los Poderes Públicos del Estado tienen su base jurídica en el derecho que el pueblo le confiere al Estado para controlar o administrar a la nación,  y para poder ejercer ese derecho necesita de una serie de órganos o entes que colaboren con la función de gobierno.
Dicha concepción del Estado, en un primer lugar y durante muchos años fue establecida en forma de trinomio,  es decir, por medio de 3 poderes: ejecutivo, legislativo y judicial.
El Legislativo, es quien se encarga de hacer las leyes para cierto tiempo o para siempre, y quien corrige o deroga las que están hechas. El Ejecutivo, se encarga de hacer la paz o la guerra,  establece la seguridad,  envía y recibe embajadores y previene las invaciones judicial, es quien castiga los crímenes o decide las contiendas de los particulares.
La primera Constitución de Venezuela de 1811 asumió la concepción de los 3 poderes públicos, y ese sistema se mantuvo en el país hasta el año 1999 cuando se promulga Constitución Bolivariana de Venezuela y donde se asume la propuesta del Libertador Simón Bolívar de los 5 Poderes Públicos, añadiendo a los poderes ejecutivo, legislativo y judicial, el Electoral y el Moral o Ciudadano. Con la asunción de la propuesta de Bolívar y la incorporación de los 2 nuevos poderes nacionales se crean nuevas instituciones propias de los nuevos poderes, entre las que se destaca La Defensoría del Pueblo.
En las naciones cuyo sistema es el democrático es imprescindible la coexistencia de una serie de Poderes que colaboren con el desarrollo del Estado. Dichos Poderes son independientes y con una función particular como lo es "la preservación de la libertad y democracia".  En Venezuela los conocemos como "Poderes Públicos". Antes de la entrada en vigencia de la Constitución de 1999 eran 3 los Poderes; en la actualidad son 5:
- Datos: Q3826449